# Culicoides lahontan
Culicoides lahontan är en tvåvingeart som beskrevs av Wirth och Blanton 1969. Culicoides lahontan ingår i släktet Culicoides och familjen svidknott. Inga underarter finns listade i Catalogue of Life.